# Франсоаз Дорлеак
Франсоаз Дорлеак (на френски: Françoise Dorléac) е френска актриса.

## Биография
Родена е на 21 март 1942 г. в Париж. Дъщеря е на френските комедийни актьори Морис Дорлеак и Рене Деньов, по-голяма сестра (с година и половина) на Катрин Деньов.
Изучава класически танци и взима уроци по актьорско майсторство. Прави първите си стъпки в киното през 1957 г., но първото ѝ участие в пълнометражен филм е през 1959 г. След като се издига до статут на кинозвезда, партнира на Жан Пол Белмондо и участва във филми на Франсоа Трюфо и Роман Полански. Франсоаз работи и като модел в Christian Dior.
Катрин започва да се интересува от киното именно под влиянието на Франсоаз. Двете се снимат заедно в няколко филма, особено успешен е музикалният филм на Жак Деми „Госпожиците от Рошфор“ (1967).
На 26 юни 1967 г., зад волана на Renault 10, което е взела под наем, Франсоаз кара в дъжда с висока скорост по магистрала A8 и се удря в бетонен стълб на изхода за Вилньов-Лубе, десетина километра преди летището на Ница. Трябвало е да лети до Лондон, за да присъства на прожекцията на премиерата на английската версия на „Момичетата от Рошфор“. Колата се преобръща няколко пъти и е обхваната от пламъци. Очевидци виждат, че Франсоаз се опитва да отвори вратата на колата, но не успява. Личността ѝ е установена впоследствие по оцеляла част от чековата ѝ книжка, дневника и шофьорската книжка. Умира на 25-годишна възраст.

## Филмография
- 1959 – Les petits chats
- 1960 – Les loups dans la bergerie
- 1960 – Candide ou l’Optimisme du XXe siècle
- 1961 – Les portes claquent
- 1961 – Ce soir ou jamais
- 1961 – La fille aux yeux d’or
- 1961 – Tout l’or du monde
- 1962 – La gamberge
- 1962 – Arsen Lupin contre Arsene Lupin
- 1964 – La Ronde
- 1964 – L' Homme De Rio
- 1964 – La Peau Douce
- 1964 – La Chasse à l’homme
- 1965 – Gengis Khan
- 1966 – Where the Spies Are
- 1966 – Cul-de-Sac
- 1966 – Billion Dollar Brain
- 1967 – Les demoiselles de Rochefort